# Floatland
Een floatland, drijftuin of kunstmatige drijftil is een drijvend kunstmatig eiland met een meer of minder natuurlijke begroeiing. De meeste meeste zijn enkele vierkante meters groot, maar er zijn ook voorbeelden van grotere drijftuinen. De eilanden worden gemaakt om in watergangen of -partijen waar geen ruimte voor begroeiingen deze toch te kunnen creëren. Men hoopt hiermee  een grotere biologische verscheidenheid te bereiken in een versteende stedelijke omgeving of andere watergangen met geen of weinig oeverbegroeiingen. Inspiratie voor floatland vormen drijftillen, natuurlijke drijvende eilanden bestaande uit plantenresten die optreden in verlandende watermilieus. 
Floatlands kunnen opgebouwd zijn uit hout, wilgentenen of gaas. Ook kunnen er kunststoffen worden toegepast bijvoorbeeld in de vorm van HDPE of piepschuim voor de drijvers.
Een bekend voorbeeld in Amsterdam vormen de  5 drijvende tuinen in de Entrepothaven , bedacht door Robert Jasper Grootveld. Deze 200 vierkante meter drijvende tuinen bestaan uit grote piepschuinblokken ingepakt met nylonnetten waarop tuinaarde is aangebracht. Er staat een tuinhuisje op en ook tot 4 meter grote bomen. Het piepschuim is aan het vergaan en dreigt daardoor bij te dragen aan de verspreiding van microplastics.

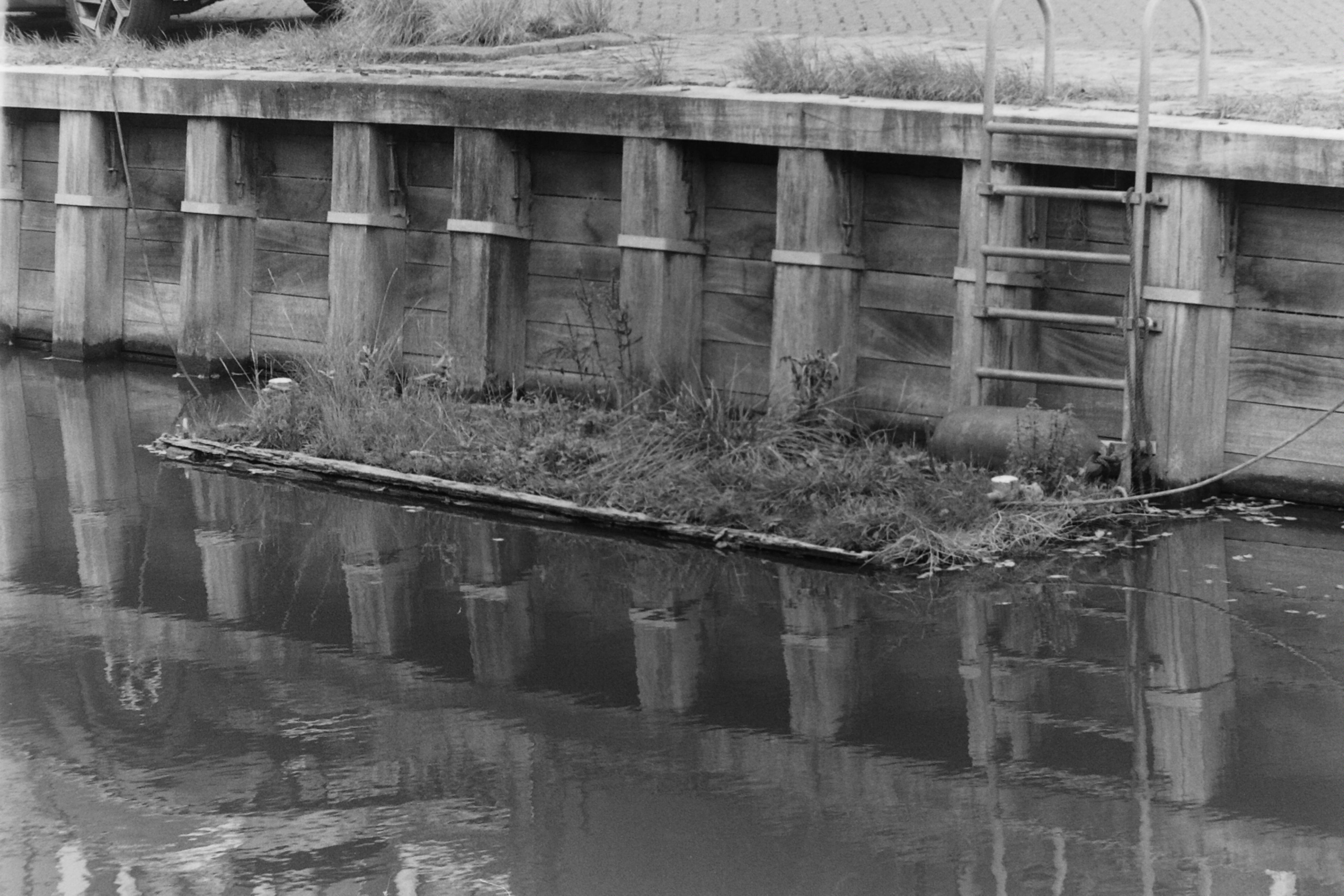
Floatland in het lichtelijke brakke milieu van de Noordijs in Harlingen
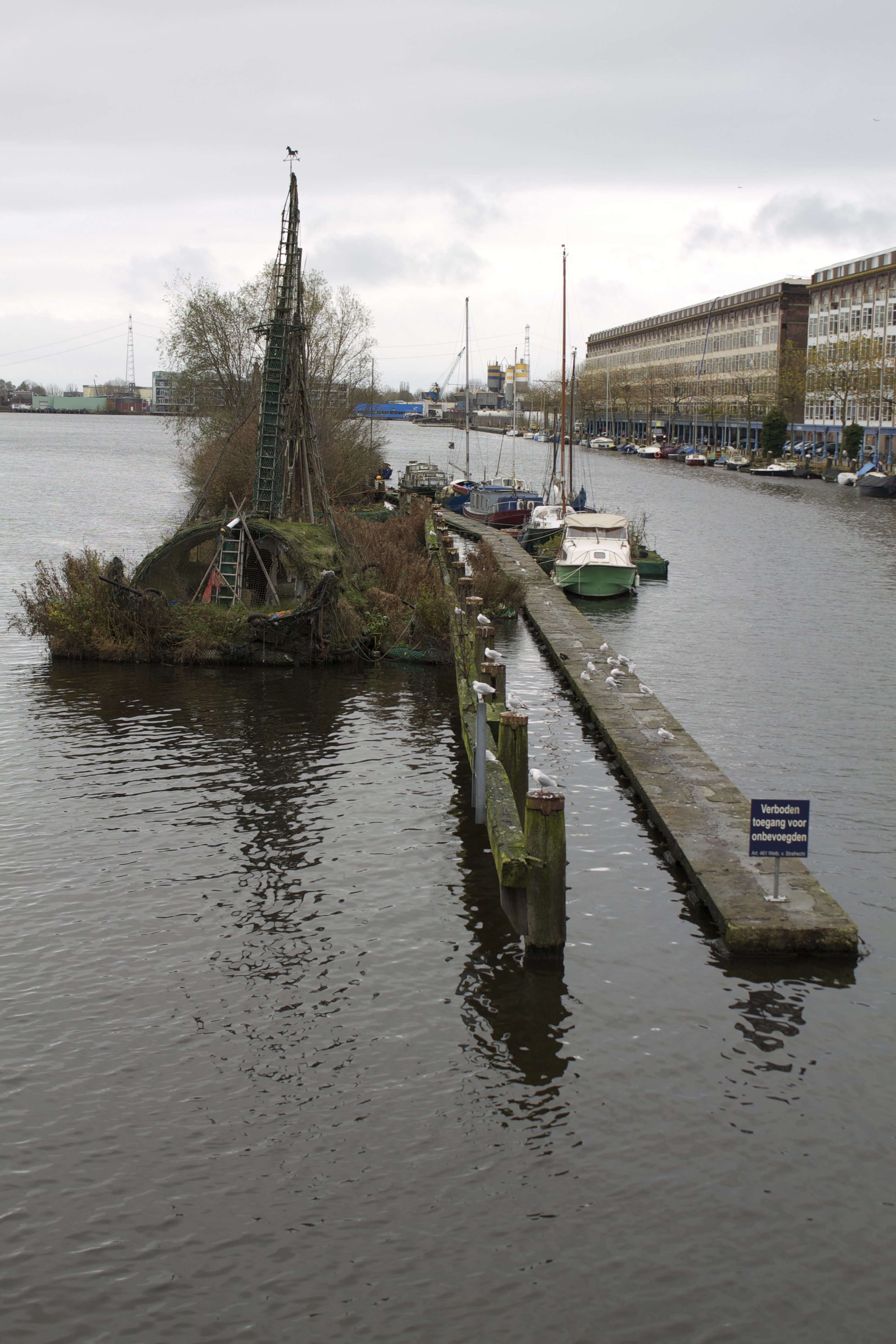
Drijvende tuin in de Entrepothaven in Amsterdam